# 康维德
康维德（英語：Convatec Group plc）是一家英国医疗器械公司，是富时250指数成份股之一。

## 历史
1978年成立，是百时美施贵宝的事业部之一。2008年被北欧资本收购。同年与一家丹麦医疗器械公司合并。2016年10月在伦敦证券交易所挂牌上市，是当年该交易所上市的市值最大公司。